# Cardi B
Belcalis Marlenis Almánzar (sinh ngày 11 tháng 10 năm 1992), hay được biết đến với nghệ danh Cardi B, là một rapper, nghệ sĩ thu âm hip hop người Hoa Kỳ. Cô là một nhân vật nổi tiếng trên truyền hình và mạng xã hội.
Được sinh ra và lớn lên ở khu vực the Bronx của Thành phố New York, cô lần đầu tiên nhận được sự chú ý khi thảo luận về sự nghiệp của mình là một vũ công thoát y trên mạng xã hội; cùng với thái độ "no filter" của cô, cô trở thành một người nổi tiếng trên mạng Internet thông qua Instagram.
Từ năm 2015 đến năm 2017, cô xuất hiện với tư cách thành viên thường xuyên trong dàn diễn viên trên chương trình truyền hình thực tế trên kênh VH1 Love & Hip Hop: New York. Tháng 2 năm 2017, cô ký hợp đồng thu âm đầu tiên của mình với Atlantic Records. Đĩa đơn đầu tiên của cô cho hãng Atlantic, có tựa đề "Bodak Yellow", vươn lên vị trí thứ nhất trên bảng xếp hạng Billboard Hot 100 của Mỹ, được New York Times gọi là "bài hát rap của mùa hè".

## Cuộc sống đầu đời
Cardi B có tên khai sinh là Belcalis Almanzar, sinh ngày 11 tháng 10 năm 1992, tại khu The Bronx, New York, là con của một người mẹ người Trinidad và Tobago và một người cha người Dominica. Cô lớn lên trong khu phố Highbridge, nằm ở quận South Bronx. Cô dành phần lớn thời gian của mình sinh sống ở ngôi nhà của bà cô tại vùng Washington Heights, nơi mà theo cô cho rằng đã cho cô một "giọng nói dày dặn". Thời còn trẻ, Cardi B từng là thành viên của nhóm Bloods, tuyên bố từng là thành viên của băng đảng này từ khi cô 16 tuổi. Cô tiếp tục học tại trường Renaissance High School For Musical Theater & Technology, một ngôi trường chuyên biệt nhỏ trong khu trường học của trường Herbert H. Lehman High School.
Trong suốt những năm thời niên thiếu của mình, Cardi B đã từng được tuyển dụng vào một siêu thị ở Lower Manhttan, là công việc cuối cùng của cô trước khi cô chuyển sang làm nghề một vũ nữ thoát y vào tuổi 19. Khi bị sa thải khỏi siêu thị, người quản lý cũ của cô đã gợi ý cho cô về công việc làm vũ nữ thoát y ở một câu lạc bộ thoát y. Cô từng nói cô trở thành một vũ nữ thoát y để thoát khỏi sự đói nghèo và bạo hành gia đình, và đã từng rơi vào một cuộc xung đột về mối quan hệ lúc bấy giờ. Cardi B cũng nói thêm rằng việc trở thành một vũ nữ thoát y đem lại nhiều điều tích cực cho cuộc sống của cô theo nhiều cách khác nhau: "Nó thực sự đã cứu giúp cho tôi từ rất nhiều thứ khác nhau. Khi tôi bắt đầu công việc ấy, thì cũng là lúc tôi quay lại trường." Cô nói rằng việc trở thành một vũ nữ thoát y là giải pháp duy nhất của cô, giúp cô kiếm được đủ tiền để thoát khỏi tình trạng thảm khốc lúc bấy giờ của cô và được giáo dục đến nơi đến chốn. Tuy nhiên, cuối cùng cô lại quyết định bỏ học giữa chừng.
Năm 2013, Cardi B bắt đầu nhận được sự chú ý từ cộng đồng nhờ một số video của cô được lan truyền rộng rãi trên mạng xã hội, cụ thể là trên tài khoản Vine và Instagram chính thức của cô.

## Sự nghiệp

### Âm nhạc

#### 2015–2017: Khởi đầu sự nghiệp và mixtape đầu tay
Tháng 11 năm 2015, Cardi B lần đầu tiên bước vào con đường âm nhạc trong bản remix của đĩa đơn "Boom Boom" của ca sĩ reggae fusion người Jamaica Shaggy, cùng với đồng nghiệp của mình là ca sĩ dancehall người Jamaica Popcaan. Cô làm video âm nhạc đầu tay của mình vào ngày 15 tháng 12 năm 2015, với bài hát "Cheap Ass Weave", nghe tương tự như bài hát "Queen Speech's 4" của rapper người Anh Lady Leshurr. Vào ngày 7 tháng 3 năm 2016, Cardi B cho ra mắt dự án full-length (dài đầy đủ) đầu tiên của cô, một mixtape có tựa đề Gangsta Bitch Music, Vol. 1. Tháng 11 năm 2016, cô được góp mặt trong bìa kỹ thuật số của một số báo "Viva" của tạp chí Vibe. Vào ngày 12 tháng 9 năm 2016, hãng thu âm KSR Group phát hành album tổng hợp Underestimated: The Album, là một sự hợp tác giữa các nghệ sĩ của KSR Group Cardi B, Hood Celebrityy, SwiftOnDemand, Cashflow Harlem và Josh X. Trước đây, nó được phát hành chỉ để cho những người tham dự chuyến lưu diễn tại Mỹ của họ. Nghệ sĩ hàng đầu của KSR Group, Cardi B cho hay: "Tôi muốn làm một bài hát làm cho các cô gái đều phải nhảy, ngoáy mông và đồng thời khuyến khích họ hãy đi lấy cái "Shmoney" ấy về," có liên quan đến đĩa đơn "What a Girl Likes" trích từ album trên.
Vào ngày 20 tháng 1 năm 2017, Cardi B phát hành mixtape thứ hai của cô, Gangsta Bitch Music, Vol. 2, là phần thứ hai của series Gangsta Bitch Music của cô. Tháng 2 năm 2017, Cardi B hợp tác với MAC Cosmetics và Rio Uribe's Gypsy Sport trong một sự kiện tại tuần lễ thời trang New York Fashion Week. Vào cuối tháng 2, một nguồn tin cho rằng Cardi B đã ký một hợp đồng thu âm với hãng thu âm lớn (major labels) Atlantic Records. Vào ngày 25 tháng 2 năm 2017, Cardi B đã trình bày một tiết mục mở đầu trong chuyến lưu diễn Filthy America... It's Beautiful của nhóm nhạc East Coast hip hop The Lox, cùng với các rapper đồng nghiệp từ New York của cô là Lil' Kim và Remy Ma. Tháng 4 năm 2017, cô được góp mặt trong video "A-Z of Music" của i-D, được tài trợ bởi Marc Jacobs.
Tháng 5 năm 2017, những thí sinh được đề cử của Giải BET 2017 được tiết lộ, cho biết rằng Cardi đã được đề cử cho hạng mục Nghệ sĩ mới xuất sắc nhất và Nghệ sĩ hip-hop nữ xuất sắc nhất. Mặc dù cô đã không thắng được giải nào, thua cả Chance the Rapper và Remy Ma, lần lượt theo từng hạng mục, nhưng Cardi B cũng đã để lại một màn trình diễn afterparty hết sức ngoạn mục. Vào ngày 11 tháng 6 năm 2017, trong liên hoan âm nhạc Summer Jam được tổ chức hằng năm của Hot 97, Remy Ma đã đi cùng với Cardi B ra sân khấu, cùng với The Lady of Rage, MC Lyte, Young M.A., Monie Love, Lil' Kim và Queen Latifah, để chào mừng các nữ rapper và biểu diễn đĩa đơn hit năm 1993 của Latifah "U.N.I.T.Y.", nói về sự trao quyền cho phụ nữ.

#### 2017–nay: Đột phá
Vào ngày 16 tháng 6 năm 2017, Atlantic Records phát hành đĩa đơn quảng bá đầu tay của Cardi B, có tựa đề "Bodak Yellow" thông qua phân phối kỹ thuật số. Tháng 6 năm 2017, có nguồn tin cho rằng Cardi B sẽ lên trang bìa của tờ báo Summer Music của tạp chí The Fader số tháng 7/tháng 8 năm 2017. Vào ngày 18 tháng 7 năm 2017, cô trình bày "Bodak Yellow" trong chương trình The Wendy Williams Show, và được phỏng vấn bởi Williams. Khi người dẫn chương trình hỏi nghệ danh của cô được bắt nguồn từ đâu, Cardi B đã trả lời bằng loại rượu chưng cất Bacardi, là biệt danh của cô người ta từng gọi. Em gái cô khi xưa cũng từng được gọi bằng biệt danh Hennessy Carolina, liên quan đến một loại rượu cognac của Pháp: "Tên của em gái tôi, tên của nó là Hennessy, vì thế nên mọi người từng hay gọi tôi là Bacardi [...] sau đó tôi rút gọn lại còn Cardi B, và chữ B có thể mang bất kỳ ý nghĩa gì [...] tùy theo từng ngày."
Tháng 8 năm 2017, "Bodak Yellow" lọt vào top hai của bảng xếp hạng Billboard Hot 100 của Mỹ. Bài hát cũng đứng đầu bảng xếp hạng Hot R&B/Hip-Hop Songs. Cô trình diễn tại MoMA PS1 vào ngày 19 tháng 8 trước đám đông khoảng 4.000 người. Trong bảng xếp hạng Hot 100 ngày 25 tháng 9 năm 2017, Cardi B giành vị trí quán quân với "Bodak Yellow", trở thành nữ rapper solo đầu tiên làm được điều đó kể từ Lauryn Hill vào năm 1998. "Bodak Yellow" được chứng nhận ba lần bạch kim bởi Hiệp hội Công nghiệp ghi âm Hoa Kỳ (RIAA). Với những thành phẩm cộng tác "No Limit" và "MotorSport", cô trở thành nữ rapper đầu tiên có tên mình được lọt vào lần đầu tiên trong top 10 của Hot 100, và đồng thời là nữ nghệ sĩ đầu tiên nhận được thành quả như vậy trong bảng xếp hạng Hot R&B/Hip-Hop Songs.
Tháng 10 năm 2017, Cardi B được chọn làm người biểu diễn chính tại lễ kỷ niệm âm nhạc hàng năm Powerhouse của Power 105.1, cùng với The Weeknd, Migos và Lil Uzi Vert, tổ chức tại Barclays Center, Brooklyn, New York. Tháng 12, cô ra mắt một tác phẩm hợp tác giữa cô và ca sĩ người Puerto Rico Ozuna, một bài hát có tựa đề "La Modelo", và đĩa đơn thứ hai trích từ album đầu tay của cô, "Bartier Cardi".
Vào ngày 3 tháng 1 năm 2018, Cardi B được góp mặt trong bản remix của Finesse, một bài hát của ca sĩ Bruno Mars, đồng thời cũng xuất hiện trong video âm nhạc lấy cảm hứng từ những năm 90. Ngày 18 tháng 1, Cardi B trở thành người phụ nữ đầu tiên có năm đĩa đơn Top 10 cùng một lúc trên bảng xếp hạng Hot R&B/Hip-Hop của Billboard.

## Giải thưởng

### Grammy Awards
Trong suốt sự nghiệp, Cardi B hiện sở hữu 1 Giải Grammy trong tổng số 9 đề cử. 
| Năm  | Hạng mục                       | Đề cử cho           | Kết quả      |       |
| ---- | ------------------------------ | ------------------- | ------------ | ----- |
| 2018 | Best Rap Performance           | Bodak Yellow        | Đề cử        | [ 7 ] |
| 2018 | Best Rap Song                  | Bodak Yellow        | Đề cử        | [ 7 ] |
| 2019 | Album Of The Year              | Invasion Of Privacy | Đề cử        | [ 7 ] |
| 2019 | Best Rap Album                 | Invasion Of Privacy | Đoạt giải    | [ 7 ] |
| 2019 | Record Of The Year             | I Like It           | Đề cử        | [ 7 ] |
| 2019 | Best Rap Performance           | Be Careful          | Đề cử        | [ 7 ] |
| 2019 | Best Pop Duo/Group Performance | Girls Like You      | Đề cử        | [ 7 ] |
| 2020 | Best Rap Performance           | Clout               | Đề cử        | [ 7 ] |
| 2022 | Best Rap Performance           | Up                  | Chưa công bố | [ 7 ] |

### Billboard Music Awards
| Năm  | Hạng mục                          | Đề cử cho           | Kết quả   |  |
| ---- | --------------------------------- | ------------------- | --------- |  |
| 2018 | Top New Artist                    | —                   | Đề cử     |  |
| 2018 | Billboard Chart Achievement Award | —                   | Đề cử     |  |
| 2018 | Top Famale Artist                 | —                   | Đề cử     |  |
| 2018 | Top Streaming Songs Artist        | —                   | Đề cử     |  |
| 2018 | Top Rap Female Artist             | —                   | Đoạt giải |  |
| 2018 | Top Streaming Song (Video)        | Bodak Yellow        | Đề cử     |  |
| 2018 | Top Rap Song                      | Bodak Yellow        | Đề cử     |  |
| 2018 | Top R&B Song                      | Finesse             | Đề cử     |  |
| 2019 | Top Artist                        | —                   | Đề cử     |  |
| 2019 | Top Famale Artist                 | —                   | Đề cử     |  |
| 2019 | Top Streaming Artist              | —                   | Đề cử     |  |
| 2019 | Top Radio Songs Artist            | —                   | Đề cử     |  |
| 2019 | Top Hot 100 Artist                | —                   | Đề cử     |  |
| 2019 | Top Rap Artist                    | —                   | Đề cử     |  |
| 2019 | Top Rap Female Artist             | —                   | Đoạt giải |  |
| 2019 | Top Billboard 200 Album           | Invasion Of Privacy | Đề cử     |  |
| 2019 | Top Rap Album                     | Invasion Of Privacy | Đề cử     |  |
| 2019 | Top Hot 100 Song                  | Girls Like You      | Đoạt giải |  |
| 2019 | Top Streaming Song (Video)        | Girls Like You      | Đề cử     |  |
| 2019 | Top Collaboration                 | Girls Like You      | Đoạt giải |  |
| 2019 | Top Radio Song                    | Girls Like You      | Đoạt giải |  |
| 2019 | Top Selling Song                  | Girls Like You      | Đoạt giải |  |
| 2019 | Top Hot 100 Song                  | I Like It           | Đề cử     |  |
| 2019 | Top Streaming Song (Audio)        | I Like It           | Đề cử     |  |
| 2019 | Top Collaboration                 | I Like It           | Đề cử     |  |
| 2019 | Top Selling Song                  | I Like It           | Đề cử     |  |
| 2019 | Top Rap Song                      | I Like It           | Đoạt giải |  |
| 2019 | Top Latin Song                    | Taki Taki           | Đề cử     |  |
| 2019 | Top Dance/ Electronic Song        | Taki Taki           | Đề cử     |  |
| 2020 | Top Rap Female Artist             | —                   | Đoạt giải |  |
| 2021 | Top Rap Female Artist             | —                   | Đề cử     |  |
| 2021 | Top Selling Song                  | WAP                 | Đề cử     |  |
| 2021 | Top Streaming Song                | WAP                 | Đề cử     |  |
| 2021 | Top Rap Song                      | WAP                 | Đề cử     |  |

### MTV VMA
| Năm  | Hạng Mục           | Đề Cử Cho      | Kết Quả   | Chú Thích |
| ---- | ------------------ | -------------- | --------- | --------- |
| 2018 | Video Of The Year  | Finesse        | Đề cử     |           |
| 2018 | Song Of the Year   | Finesse        | Đề cử     |           |
| 2018 | Best Collaboration | Finesse        | Đề cử     |           |
| 2018 | Best Choreography  | Finesse        | Đề cử     |           |
| 2018 | Best Editting      | Finesse        | Đề cử     |           |
| 2018 | Artist Of The Year | —              | Đề cử     |           |
| 2018 | Best New Artist    | —              | Đoạt giải |           |
| 2018 | Best Hip Hop       | Bartier Cardi  | Đề cử     |           |
| 2018 | Best Latin         | Dinero         | Đề cử     |           |
| 2018 | Best Collaboration | Dinero         | Đoạt giải |           |
| 2018 | Song Of Summer     | I Like It      | Đoạt giải |           |
| 2018 | Song Of Summer     | Girls Like You | Đề cử     |           |
| 2019 | Artist Of The Year | —              | Đề cử     |           |
| 2019 | Best Pop           | Please Me      | Đề cử     |           |
| 2019 | Best Hip Hop       | Money          | Đoạt giải |           |
| 2019 | Best Dance         | Taki Taki      | Đề cử     |           |
| 2019 | Best Power Anthem  | Wish Wish      | Đề cử     |           |
| 2020 | Song Of Summer     | WAP            | Đề cử     |           |
| 2021 | Video Of The Year  | WAP            | Đề cử     |           |
| 2021 | Song Of The Year   | WAP            | Đề cử     |           |
| 2021 | Best Collaboration | WAP            | Đề cử     |           |
| 2021 | Best Hip Hop       | WAP            | Đề cử     |           |
| 2021 | Song Of Summer     | Rumors         | Đề cử     |           |
| 2021 | Song Of Summer     | Wild Side      | Đề cử     |           |

- iHeartRadio Music Award for Hip-Hop Artist of the Year (2019)
- Giải Âm nhạc NRJ cho Bài hát quốc tế của năm: Girls like you (2018)
- Giải BET cho Sự lựa chọn của khán giả: Bodak Yellow (2018), American Music Award for Favorite Song Rap/Hip-hop: Wap (2020), Bodak Yellow (2018)
- Giải BET Hip Hop cho “Tân binh” của năm (2017)
- Giải thưởng Âm nhạc Mỹ cho Nghệ sĩ Rap/Hip-Hop được yêu thích nhất (2018, 2019)
- Giải BET cho Nữ nghệ sĩ Hip Hop xuất sắc nhất (2018, 2019)
- Giải thưởng Soul Train Music cho Ca khúc Hip-Hop xuất sắc nhất năm: Money, Bodak Yellow (2017, 2019)
- Giải BET Award for Album of the Year: invasion of privacy (2019)
- Giải People's Choice Award for Favorite Collaboration Song: Wap (2020)
- Giải BET Hip Hop cho Nghệ sĩ mẫn tiệp của năm (2017, 2018)
- Giải Âm nhạc châu Âu của MTV cho Nghệ sĩ mới xuất sắc nhất (2018)
- Giải BET Hip Hop cho Mixtape xuất sắc nhất: Gangsta bitch music, vol. 2
- Giải Shorty cho Sự xuất sắc nhất trong Âm nhạc (2018)
- Giải American Music Award for Favorite Song Soul/R&B: Finesse (2018)